# Matija Žegar
Matija Žegar, slovenski pisatelj-bukovnik in prevajalec, * najverjetneje v 2. polovici 18. stoletja, v okolici Hodiš, Koroška, † (?).
Žegar je zaslovel leta 1767 s svojim v rokopisu napisanim in bogato ilustriranim prevodom v zgornje rožanskem narečju obširnega besedila Antikrista (Antichrsta Shivllenie ali Leben Antechrista). Po lastnih navedbah ga je delno posnel po knjigi kapucina Dionizija Luksemburškega. V knjigi so zbrane prerokbe o Antikristu iz mnogih evropskih mističnih naukov o poslednjih rečeh človeka in človeštva. Žegarjevo besedilo se je  Slovencem zelo priljubilo. Prepisovali in širili so ga na Koroškem, Gorenjskem, Dolenjskem, Pohorju in v okolici Ljubljane še v 19. stoletju ter ga jezikovno prilagajali svojemu okolju.